# Superprestige veldrijden 1986-1987
De Superprestige veldrijden 1986-1987 was de vijfde editie van de Superprestige veldrijden. Er werden 8 wedstrijden verreden. Hennie Stamsnijder behaalde zijn derde eindoverwinning.

## Puntenverdeling
Punten werden toegekend aan alle crossers die in aanmerking kwamen voor Superprestige-punten. De top vijftien ontving punten aan de hand van de volgende tabel:
| Positie | 1  | 2  | 3  | 4  | 5  | 6  | 7 | 8 | 9 | 10 | 11 | 12 | 13 | 14 | 15 |
| Punten  | 15 | 14 | 13 | 12 | 11 | 10 | 9 | 8 | 7 | 6  | 5  | 4  | 3  | 2  | 1  |

## Kalender en podia
| Datum            | Locatie      | Eerste             | Tweede              | Derde               |         |
| ---------------- | ------------ | ------------------ | ------------------- | ------------------- | ------- |
| 1 november 1986  | Zarautz      | Frank van Bakel    | Hennie Stamsnijder  | Martin Hendriks     | details |
| 23 november 1986 | Valkenswaard | Martin Hendriks    | Reinier Groenendaal | Huub Kools          | details |
| 8 december 1986  | Rome         | Petr Hric          | Hennie Stamsnijder  | Jan Wiejak          | details |
| 14 december 1986 | Oss          | Hennie Stamsnijder | Martin Hendriks     | Ludo De Rey         | details |
| 21 december 1986 | Overijse     | Hennie Stamsnijder | Ludo De Rey         | Roland Liboton      | details |
| 28 december 1986 | Diegem       | Roland Liboton     | Hennie Stamsnijder  | Martin Hendriks     | details |
| 11 januari 1987  | Asper-Gavere | Rudy De Bie        | Yvan Messelis       | Reinier Groenendaal | details |
| 31 januari 1987  | Zillebeke    | Hennie Stamsnijder | Rudy De Bie         | Frank van Bakel     | details |

## Eindklassement
| Positie | Naam                | Punten |
| ------- | ------------------- | ------ |
| 1       | Hennie Stamsnijder  | 107    |
| 2       | Frank van Bakel     | 79     |
| 3       | Martin Hendriks     | 70     |
| 4       | Huub Kools          | 69     |
| 5       | Ivan Messelis       | 63     |
| 6       | Ludo De Rey         | 62     |
| 7       | Reinier Groenendaal | 59     |
| 8       | Rudy De Bie         | 49     |
| 9       | Rudy Thielemans     | 46     |
| 10      | Roland Liboton      | 44     |